# Indianapolis 500 in 2003

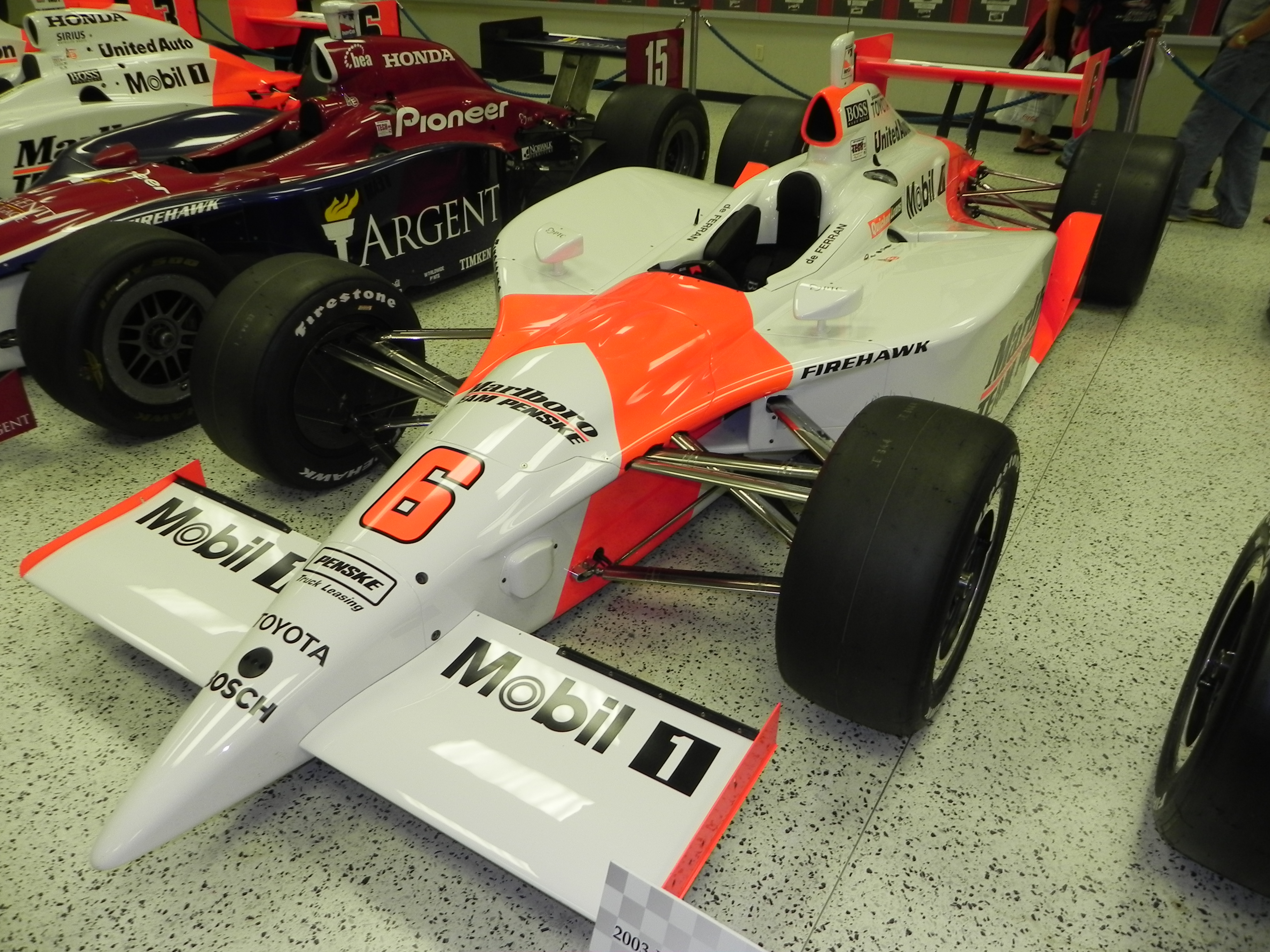
de winnende auto

De 87e Indianapolis 500 werd gereden op zondag 25 mei 2003 op de Indianapolis Motor Speedway. Het was de achtste keer dat de race op de kalender stond van het Indy Racing League kampioenschap en het was de vierde race uit de IndyCar Series van 2003. Braziliaans coureur Gil de Ferran won de race in een wagen van Penske Racing.

## Startgrid
Hélio Castroneves won de poleposition. Bryan Herta en Arie Luyendyk konden zich niet kwalificeren voor de race.
| Rij | Binnen            | Midden         | Buiten           |
| --- | ----------------- | -------------- | ---------------- |
| 1   | Hélio Castroneves | Tony Kanaan    | Robby Gordon     |
| 2   | Scott Dixon       | Dan Wheldon    | Kenny Bräck      |
| 3   | Toranosuke Takagi | Tony Renna     | Scott Sharp      |
| 4   | Gil de Ferran     | Roger Yasukawa | Tomas Scheckter  |
| 5   | Michael Andretti  | Greg Ray       | Shinji Nakano    |
| 6   | Felipe Giaffone   | Al Unser Jr.   | Sam Hornish Jr.  |
| 7   | Buddy Rice        | Jaques Lazier  | Buddy Lazier     |
| 8   | Robbie Buhl       | A.J. Foyt IV   | Sarah Fisher     |
| 9   | Alex Barron       | Vitor Meira    | Jimmy Vasser     |
| 10  | Richie Hearn      | Billy Boat     | Shigeaki Hattori |
| 11  | Robby McGehee     | Jimmy Kite     | Airton Daré      |

## Race
Castroneves, die de twee vorige edities van de race had gewonnen, vertrok vanaf poleposition. Tijdens de race leidde acht verschillende coureurs de race, waaronder Tomas Scheckter die met 63 ronden het meest van alle rijders aan de leiding had gereden. Hij werd vierde. In de 170e ronde kwam Gil de Ferran aan de leiding van de race. Castroneves, zijn teamgenoot bij Penske Racing probeerde tijdens de laatste dertig ronden van de race om alsnog een derde overwinning op rij te halen, maar onder meer door drie neutralisaties tijdens de laatste dertig ronden, had Catroneves geen tijd genoeg om nog veel te ondernemen. Gil de Ferran won, Hélio Castroneves eindigde op de tweede plaats op 0,299 van de winnaar en Tony Kanaan vervolledigde het volledige Braziliaanse podium.
| #                                                                             | Coureur               | Auto              | Team                         | Ronden | Opgave     |
| ----------------------------------------------------------------------------- | --------------------- | ----------------- | ---------------------------- | ------ | ---------- |
| 1                                                                             | Gil de Ferran         | Panoz-Toyota      | Team Penske                  | 200    |            |
| 2                                                                             | Hélio Castroneves     | Dallara-Toyota    | Team Penske                  | 200    |            |
| 3                                                                             | Tony Kanaan           | Dallara-Honda     | Andretti Green Racing        | 200    |            |
| 4                                                                             | Tomas Scheckter       | Panoz-Toyota      | Chip Ganassi Racing          | 200    |            |
| 5                                                                             | Toranosuke Takagi (R) | Panoz-Toyota      | Mo Nunn Racing               | 200    |            |
| 6                                                                             | Alex Barron           | Panoz-Toyota      | Mo Nunn Racing               | 200    |            |
| 7                                                                             | Tony Renna (R)        | Dallara-Toyota    | Kelley Racing                | 200    |            |
| 8                                                                             | Greg Ray              | Panoz-Honda       | Access Motorsports           | 200    |            |
| 9                                                                             | Al Unser Jr.          | Dallara-Toyota    | Kelley Racing                | 200    |            |
| 10                                                                            | Roger Yasukawa (R)    | Dallara-Honda     | Super Aguri Fernandez Racing | 199    |            |
| 11                                                                            | Buddy Rice (R)        | Dallara-Chevrolet | Team Cheever                 | 199    |            |
| 12                                                                            | Vitor Meira (R)       | Dallara-Chevrolet | Team Menard                  | 199    |            |
| 13                                                                            | Jimmy Kite            | Dallara-Chevrolet | PDM Racing                   | 197    |            |
| 14                                                                            | Shinji Nakano (R)     | Dallara-Honda     | Beck Motorsports             | 196    |            |
| 15                                                                            | Sam Hornish Jr.       | Dallara-Chevrolet | Panther Racing               | 195    | Mechanisch |
| 16                                                                            | Kenny Bräck           | Dallara-Honda     | Team Rahal                   | 195    |            |
| 17                                                                            | Scott Dixon (R)       | Panoz-Toyota      | Chip Ganassi Racing          | 191    | Ongeval    |
| 18                                                                            | A.J. Foyt IV (R)      | Dallara-Toyota    | A.J. Foyt Enterprises        | 189    |            |
| 19                                                                            | Dan Wheldon (R)       | Dallara-Honda     | Andretti Green Racing        | 186    | Ongeval    |
| 20                                                                            | Scott Sharp           | Dallara-Toyota    | Kelley Racing                | 181    | Ongeval    |
| 21                                                                            | Buddy Lazier          | Dallara-Chevrolet | Hemelgarn Racing             | 171    | Mechanisch |
| 22                                                                            | Robby Gordon          | Dallara-Honda     | Andretti Green Racing        | 169    | Mechanisch |
| 23                                                                            | Robbie Buhl           | Dallara-Chevrolet | Dreyer & Reinbold Racing     | 147    | Mechanisch |
| 24                                                                            | Airton Daré           | Panoz-Toyota      | A. J. Foyt Enterprises       | 125    | Ongeval    |
| 25                                                                            | Robby McGehee         | Dallara-Chevrolet | Panther Racing               | 125    | Mechanisch |
| 26                                                                            | Jimmy Vasser          | Dallara-Honda     | Team Rahal                   | 102    | Mechanisch |
| 27                                                                            | Michael Andretti      | Dallara-Honda     | Andretti Green Racing        | 94     | Mechanisch |
| 28                                                                            | Richie Hearn          | Panoz-Toyota      | Sam Schmidt Motorsports      | 61     | Ongeval    |
| 29                                                                            | Jaques Lazier         | Dallara-Chevrolet | Team Menard                  | 61     | Ongeval    |
| 30                                                                            | Shigeaki Hattori      | Dallara-Toyota    | A. J. Foyt Enterprises       | 19     | Mechanisch |
| 31                                                                            | Sarah Fisher          | Dallara-Chevrolet | Dreyer & Reinbold Racing     | 14     | Mechanisch |
| 32                                                                            | Billy Boat            | Dallara-Chevrolet | Panther Racing               | 7      | Mechanisch |
| 33                                                                            | Felipe Giaffone       | Panoz-Toyota      | Mo Nunn Racing               | 6      | Mechanisch |
| Gemiddelde snelheid : 251,526 km/h - Snelste ronde : Tony Kanaan, 368,84 km/h |                       |                   |                              |        |            |
| Aantal neutralisaties : 9 (49 van de 200 ronden in totaal)                    |                       |                   |                              |        |            |